# Tugimaantee 33
De Tugimaantee 33 is een secundaire weg in Estland. De weg loopt van Jõhvi naar Kose en is 3,6 kilometer lang. 